# Capra dalii
A Capra dalii az emlősök (Mammalia) osztályának párosujjú patások (Artiodactyla) rendjébe, ezen belül a tülkösszarvúak (Bovidae) családjába és a kecskeformák (Caprinae) alcsaládjába tartozó fosszilis faj.

## Felfedezése és előfordulása
A Capra dalii-t 2006-ban Grúzia területén fedezték fel. A dalii nevét a grúz mitológiában szereplő patások istennőjéről, Daliról kapta. A töredékes maradványait a Dmanisi régészeti helyszínen fedezték fel; becslések szerint a középső pleisztocén korszak idején élt körülbelül 1,8 millió évvel ezelőtt. A kutatók azt is feltételezik, hogy közeli rokonságban állt a ma is élő nyugat-kaukázusi kecskével (Capra caucasica).

## Megjelenése
A töredékes kövületek alapján, az őslénykutatók megtudták, hogy az állat eléggé nagytestű volt; kifelé hajló szarvakkal. Fogazata egy másik fosszilis kecskeformáéra, a Hemitragus orientaliséra hasonlít.

### Fordítás
- Ez a szócikk részben vagy egészben  a   Capra dalii című angol Wikipédia-szócikk ezen változatának fordításán alapul.  Az eredeti cikk szerkesztőit annak laptörténete sorolja fel. Ez a jelzés csupán a megfogalmazás eredetét és a szerzői jogokat jelzi, nem szolgál a cikkben szereplő információk forrásmegjelöléseként.